# Бирн, Юджин
Юджин Бирн (англ. Eugene Byrne, род. 25 февраля 1959, Уотерфорд, Манстер) — английский независимый журналист и писатель-фантаст. Его роман ThigMOO и история, на которой он основан, были номинированы на премию Британской ассоциации научной фантастики. Его рассказ «HMS Habakkuk» был номинирован на премию Sidewise Award за альтернативную историю.
Он родился в Уотерфорде в Ирландской Республике, но вырос в Бернем-он-Си, Сомерсет, Англия. Он учился в гимназии доктора Моргана в Бриджуотере, где познакомился с Кимом Ньюманом.
Он был пишущим редактором журнала Venue. В 2006 году в рамках празднования двухсотлетия со дня рождения британского инженера Изамбарда Кингдома Брюнеля в Бристоле он вместе с художником Саймоном Гурром написал Isambard Kingdom Brunel: A Graphic Biography.

## Романы
- Back in the USSA[англ.] (1997), в соавторстве с Кимом Ньюманом; Фикс-ап[англ.], состоящий из рассказов, впервые опубликован в журнале Interzone.
- Thigmoo (1999)
- Things Unborn (2001)

## Документальная литература
- Isambard Kingdom Brunel: A Graphic Biography, с художником Саймоном Гурром (Simon Gurr) (2006)
- The Bristol Story: A Graphic and (Mostly) True History of the Greatest City in the World!, с художником Саймоном Гурром (2008)
- Darwin: A Graphic Biography, с художником Саймоном Гурром (2009)